# 小行星21409
小行星21409（21409 Forbes）是一颗绕太阳运转的小行星，为主小行星带小行星。该小行星于1998年3月发现。

## 轨道参数
小行星21409的轨道半长轴为2.2765286 UA，离心率为0.124。